# Mathias Lisson
Mathias Lisson (født 10. marts 1990 i Kalundborg) er en forhenværende cykelrytter fra Danmark. I 2009 blev han kåret til Årets Talent i dansk cykelsport.